# Lee Soo-man
Đây là một tên người Triều Tiên, họ là Lee.
Lee Soo-man (tiếng Hàn Quốc: 이수만; sinh ngày 18 tháng 6 năm 1952) là một nam doanh nhân kiêm nhà sản xuất thu âm người Hàn Quốc. Được biết đến là người sáng lập nên công ty giải trí SM Entertainment, ông là người tiên phong dẫn đầu trong việc tạo nên làn sóng Hàn Quốc trên toàn châu Á và thế giới.

## Tiểu sử và sự nghiệp

### 1952–1972: Thời niên thiếu
Lee Soo-man sinh ra và lớn lên tại Seoul, Hàn Quốc. Ngay từ khi còn đi học ông luôn đạt kết quả cao và đã thi đỗ vào Đại học Quốc gia Seoul. Sau đó ông bắt đầu làm ca sĩ tại một quán cà phê từ năm 1971.

### 1972–1980: Sự nghiệp ca sĩ
Ông ra mắt với vai trò ca sĩ vào 1972, nhưng khởi đầu không mấy thuận lợi trong việc thu hút sự chú ý của phần đông khán giả suốt 3 năm đầu khởi nghiệp.
Năm 1976, với những ca khúc đình đám như "Happiness", và "One piece of Dream", sự nghiệp bắt đầu khởi sắc. Năm tiếp theo, được nhận giải thưởng Top 10 ca sĩ của MBC. Bên cạnh việc ca hát, ông còn là một người dẫn chương trình truyền hình ăn khách vào thời điểm đó.

### 1980–1989: Du học và quay về với âm nhạc
Lee Soo-man thành lập nhóm nhạc "Lee Soo-man và 365 ngày" vào năm 1980, và là một trong những nhóm rock metal đầu tiên tại ngành công nghiệp âm nhạc Hàn Quốc. Tuy nhiên, chính sách kiểm duyệt truyền thông rất khắt khe dưới thời tổng thống Chun Doo-hwan đã không khuyến khích ông có cơ hội phát triển sự nghiệp tại quê nhà.
Năm 1981, ông trở về với ước mơ trở thành một kỹ sư hàng đầu và theo học tại Đại học California tại Northridge. Sau đó ông tiếp tục nhận được bằng thạc sĩ về lĩnh vực nghiên cứu ban đầu là chế tạo robot. Tuy nhiên trong thời gian ở Mỹ,  ông đã chứng kiến cuộc cách mạng trong ngành giải trí Mỹ vào lúc đó là các thế hệ ca sĩ bùng nổ trên MTV (Michael Jackson với album Thriller là một ví dụ), và ông nhận thấy đó là một tiềm năng kinh doanh khổng lồ ở ngành công nghiệp tương lai và quyết định sẽ "sao chép lại làng giải trí Mỹ tại Hàn Quốc".
Ngay sau khi trở thành thạc sĩ vào năm 1985, ông trở về Hàn Quốc để hiện thực hóa tham vọng trong nền công nghiệp giải trí. Sự trở lại này đã đạt thành công trong nhiều lĩnh vực, như ca hát, dẫn chương trình TV và cả các kênh sóng phát thanh. Ngoài ra, ông còn làm DJ bán thời gian và làm quản lý tại một nhà hàng.

### 1989–2023: Nhà sản xuất âm nhạc và thành lập SM Entertainment
Ngày 14 tháng 2 năm 1989, Lee Soo-man thành lập SM Entertainment với số vốn ban đầu 200 triệu won, từ đó công ty đã trở thành một trong những thương hiệu giải trí thành công nhất Hàn Quốc, góp phần to lớn trong việc quảng bá hình ảnh quốc gia ra quốc tế, trong quá trình đó công lao của ông phải kể đến đầu tiên. Đến nay, SM Entertainment quản lý nhiều nghệ sĩ và đã góp phần tạo nên tên tuổi của các nhóm nhạc cho giới quốc tế, trong đó có Sunny – cháu gái của chính Lee Soo-man – là thành viên của nhóm nhạc nữ Girls' Generation.

### 2023–nay: Rời khỏi SM Entertainment và thành lập A2O Entertainment
Giữa tháng 3 năm 2023, Lee Soo-man buộc phải chia tay SM Entertainment sau khi công ty diễn ra một vụ tranh chấp lớn về quyền sở hữu tài chính và quản lý công ty, và tình hình trở nên nghiêm trọng hơn khi trước đó, Lee Sung-soo – giám đốc quản lý nghệ sĩ (CAO) của SM Entertainment và là cháu trai của ông – tố cáo ông đã lập công ty riêng để hưởng lợi 6% doanh thu từ hoạt động của các nhóm nhạc của SM nhằm trốn thuế, cũng như những hoạt động phi pháp khác. Sau một thời gian tranh chấp, mọi chuyện đã ngã ngũ khi Kakao Entertainment bắt tay với SM để trở thành đối tác cổ đông mới, còn Hybe cũng đã rút lui trong vụ tranh chấp này. Sau vụ việc kể trên, Lee đã đăng dòng ẩn ý cho biết ông hướng tới một tương lai mới sau khi SM thực hiện một loạt thay đổi lớn về mặt nhân sự.
Sau khi chia tay SM, Lee thành lập công ty mới mang tên Blooming Grace. Đến năm 2024, công ty Blooming Grace của ông được đổi tên thành A2O Entertainment, với mục đích chính là tiếp tục hỗ trợ và phát triển nghệ sĩ để quảng bá văn hóa trên toàn thế giới, qua đó đánh dấu sự trở lại của ông trong đường đua âm nhạc.

## Đời tư
Đại diện của SM cho biết: "Vợ của Chủ tịch Lee Soo-man, tức bà Kim Eun Jin đã qua đời vào ngày 30 tháng 9 vì bệnh ung thư ruột. Bà đã được phát hiện mắc bệnh từ tháng 12 năm 2012 và trải qua ca phẫu thuật vào tháng 1 năm 2013. Trong suốt thời gian qua, bà đã được các bác sĩ chăm sóc hết sức có thể. Chủ tịch Lee Soo-man đã ở bên cạnh bà, chăm sóc bà từ khi biết vợ mang bệnh cho đến khi từ giã cõi đời. Nhưng thật đau buồn, sau 2 năm chiến đấu với bệnh tật, bà vẫn không thể qua khỏi".
Phía đại diện SM cho biết thêm: "Lễ tang đã diễn ra lặng lẽ và kín đáo, không có truyền thông vào ngày 2 tháng 10 vừa rồi. Đưa tiễn Kim Eun Jin có các thành viên trong gia đình cùng những người bạn thân thiết nhất. Chúng tôi hy vọng mọi người sẽ cùng cầu nguyện và động viên cho gia đình trong giai đoạn đau buồn này".
Trước đó, vợ Lee Soo-man đã được điều trị tại phòng VIP bệnh viện Samsung Seoul. Theo tin tức, bà đã phát hiện bị bệnh ung thư ruột từ năm 2012. Trong thời gian bị bệnh, vợ Lee Soo-man từng bị cả triệu chứng co giật. Tang lễ dự kiến sẽ được tổ chức tại Bệnh viện Samsung Seoul.
Cũng theo các tin tức này, vì bệnh tình của vợ nên Lee Soo-man đã rút khỏi ghế Tổng giám đốc điều hành, chỉ đảm nhận vai trò Chủ tịch của SM Entertainment để tập trung chăm sóc cho gia đình.
Lee Soo-man là người Hàn Quốc duy nhất có tên trong danh sách “Những nhân vật có sức ảnh hưởng 2020” do Billboard bình chọn. Billboard cho rằng Với mục tiêu “Culture First, Economy Next”, Lee Soo-man đã mở ra một tầm nhìn mới cho âm nhạc Hàn Quốc.

## Danh sách đĩa nhạc

### Album
- Lee Soo-man, 1977
- Lee Soo-man, 1978
- 애창곡집, 1978
- Greatest, 1980
- Lee Soo-man, 1983
- Lee Soo-man, 1985
- 끝이 없는 순간, 1986
- NEW AGE 2, tháng 1 năm 1989
- NEW AGE, tháng 11 năm 1989